# Le Plessis-Grimoult
Le Plessis-Grimoult är en kommun i departementet Calvados i regionen Normandie i norra Frankrike. Kommunen ligger i kantonen Aunay-sur-Odon som ligger i arrondissementet Vire. År 2018 hade Le Plessis-Grimoult 331 invånare.

## Befolkningsutveckling
Antalet invånare i kommunen Le Plessis-Grimoult
Referens:INSEE